# Ojja
L'ojja est un plat tunisien à base de sauce tomate épicée et d'œufs, connu pour sa facilité de préparation.
Les ingrédients principaux sont des œufs, des tomates, des poivrons et des épices (ail, sel, poivre et carvi), le tout étant cuit à l'huile d'olive. D'autres ingrédients peuvent être ajoutés, éventuellement de la merguez.
Toutefois, avec des oignons, des pommes de terre ou d'autres légumes, elle devient alors la chakchouka.